# لوتوف اس-۲۲
لوتوف اس-۲۲ (به انگلیسی: Letov_Š-22) یک هواگرد ملخ‌پیشین تک‌موتوره از نوع هواپیمای جنگنده ساخت شرکت لتوف کبلی است. هواگرد لوتوف اس-۲۲ نخستین پروازش را در مارس ۱۹۲۶ میلادی انجام داد. در مجموع، تعداد ۱ فروند از این هواگرد ساخته شده‌است.
طراح این هواگرد، Alois Šmolik بود.